# Fórmula Renault 2.0 Finlandesa
La Fórmula Renault 2.0 Finlandesa fue un campeonato de Fórmula Renault disputado entre 2008 a 2010. La serie está organizada por AKK-Motorsport junto con Renault Sport Alemania. Se Disputó en circuitos de Finlandia, Estonia y Suecia.

## Circuitos
| - Ahvenisto (2008-2010) - Alastaro (2008-2010) - Botniaring (2008-2009) - Kemora (2010) - Pärnu (2008, 2010) - Karlskoga (2009) - Mantorp (2010) - Knutstorp (2010) |

## Campeones
| Año                           | Piloto                        | Escudería                     |
| Fórmula Renault 2.0 Finlandia | Fórmula Renault 2.0 Finlandia | Fórmula Renault 2.0 Finlandia |
| ----------------------------- | ----------------------------- | ----------------------------- |
| 2008                          | Jesse Krohn                   | P1 Motorsport                 |
| 2009                          | Jukka Honkavuori              | Koiranen Bros. Motorsport     |
| 2010                          | Miika Kunranta                | Koiranen Bros. Motorsport     |